# Brazzano
Brazzano (Breçan in friulano standard, Brezan in friulano goriziano, Bračan in sloveno) è una frazione di Cormons in provincia di Gorizia, già comune autonomo fino al 1928. Vi si parla, oltre all'italiano, la lingua friulana.

## Geografia fisica
Brazzano è situata alle pendici occidentali del territorio del Collio, lungo la sponda destra del fiume Judrio. Sorge a 3 km a nord-ovest di Cormons a 16 km ad ovest di Gorizia.

## Storia

Immagine di Brazzano degli anni venti del XX secolo

Dopo la terza guerra d'indipendenza italiana, con lo spostamento della frontiera tra l'Austria-Ungheria e l'Italia sul fiume Judrio, Brazzano divenne un valico di frontiera tra i due paesi. Fino alla prima guerra mondiale Brazzano era un comune della Contea Principesca di Gorizia e Gradisca, all'interno del distretto giudiziario di Cormons.
Alle 22.40 circa del 23 maggio 1915, prima ancora che le ostilità tra Italia ed Austria-Ungheria iniziassero ufficialmente, i due finanzieri Pietro Dall'Acqua e Costantino Carta, incaricati di vigilare il ponte di Brazzano, scorsero alcuni guastatori austriaci intenzionati a minare l'importante infrastruttura  strategica e decisero di aprire il fuoco. La mattina seguente, mentre le prime truppe italiane valicavano la frontiera occupando Brazzano e Cormons, furono rinvenuti sul ponte attrezzi da mina e carichi di dinamite. L'azione valse a entrambi i finanzieri la medaglia di bronzo al valore militare. 
Brazzano fu un comune autonomo fino al 1928, poi fu annesso a Cormons divenendone frazione.

## Monumenti e luoghi d'interesse
- Chiesa di San Giorgio, situata su un colle in posizione dominante sul paese.
- Chiesa di San Lorenzo
- Chiesa di San Rocco

## Economia
La principale risorsa del territorio è l'agricoltura con tutte le attività connesse, compreso l'agriturismo.
Celebri sono i vini della zona. Fra le maggiori produzioni locali ricordiamo due bianchi, il Tocai, oggi Friulano, e il Picolit, amatissimo da Francesco Giuseppe, ed un rosso, il Refosco dal peduncolo rosso.

## Eventi
A Brazzano e nella vicina località di Giassico, entrambe frazioni di Cormons, si celebra dal 18 al 20 agosto la Festa dei Popoli della Mitteleuropa, per la quale è stato creato il Vino della Pace.